# سارا (نام کوچک)
سارا (به عبری: שרה) نامی برگرفته از زبان عبری می‌باشد. سارا به معنای شاهزاده خانم و زن بلندمرتبه به‌کار می‌رود. سارا در زبان فارسی به معنای خالص و پاک است. در کتاب‌های مقدس ادیان ابراهیمی، «سارا»، همسر ابراهیم و مادر اسحاق معرفی شده‌است.

## جایگاه در ادیان
استفاده گسترده از نام «سارا» به دلیل اهمیت آن برای پیروان ادیان ابراهیمی می‌باشد. از سارا، همسر ابراهیم در تورات، عهد عتیق، کتاب مقدس و قرآن نام برده شده‌است.

## فراوانی استفاده
سارا نامی پرکاربرد در اروپا، آمریکای شمالی، آسیا و به‌خصوص در خاورمیانه می‌باشد، بطوریکه در رده ۱۰ نام برگزیده برای نوزادان دختر در جهان به‌شمار می‌آید.
در آلمان نازی، یهودیان زن است که به‌طور معمول یهودی نام بود برای اضافه کردن سارا تا ژانویه ۱۹۳۹ مجبور شدند.

## اشخاص

### مذهب
- سارا، همسر ابراهیم پیامبر

### سیاست
- سارا پیلین، سیاست‌مدار آمریکایی و فرماندار فعلی ایالت آلاسکا

### هنر
- سارا (فیلم)
- سارا تانکردی، مهمترین بازیگر زن سریال فرار از زندان
- سارا قدیموا، خواننده آذربایجانی
- سارا رامیرز، بازیگر مکزیکی
- سارا برنات، بازیگر پورنوی اسپانیایی
- دارا و سارا، عروسک‌های دوقلوی ایرانی
- سارا جسیکا پارکر، بازیگر آمریکایی
- سارا کانر، یکی از شخصیت‌های مجموعه داستان‌های فیلم نابودگر
- سارا مک‌لاکلن، خواننده و ترانه‌سرای کانادایی
- سارا میشل گلر، بازیگر آمریکایی
- لالا وارد، مشهور به لالا وارد، بازیگر، نویسنده و تصویرگر انگلیسی
- سارا الماسی، نویسنده، عکاس و بهترین تیچر ایرانی
- سارا خوئینی‌ها، یا سارا وثوق بازیگر ایرانی
- سارا منجزی، بازیگر ایرانی
- سارا کلارک، بازیگر آمریکایی

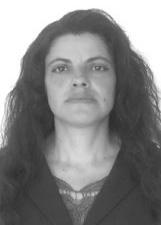
سارا جین، کاندیدای شهرداری سائو کائتانو دو سول 2016

- سارا جین، کاندیدای شهرداری سائو کائتانو دو سول 2016سارا برایتمن، خوانندهٔ سوپرانو و متزوسوپرانو و بازیگر کراس‌اور بریتانیایی
- سارا شاهی، یا آهو جهانسوز شاهی مدل و بازیگر ایرانی‌تبار آمریکایی
- سارا ایروانی، نقاش، تصویرگر کتاب و مدرس هنر ایرانی
- سارا پلی بازیگر، کارگردان و خواننده
- سارا سیدون، بازیگر انگلیسی
- سارا چنگ، نوازنده ویولون آمریکایی کره‌ای‌تبار
- سارا واینتر، بازیگر استرالیایی
- سارا وین کالیز، بازیگر آمریکایی
- سارا برنارد، بازیگر اهل فرانسه و انتخاب شده به عنوان مشهورترین بازیگر زن تاریخ

### فرهنگ
- سارا سرودی، استاد فرهنگ و ادبیات فارسی در دانشگاه عبری اورشلیم و از اولین پایه‌گذاران مرکز ایران‌شناسی در دانشگاه‌های اسرائیل
- سارا شریعتی، عضو هیئت علمی گروه جامعه‌شناسی دانشکدهٔ علوم اجتماعی دانشگاه تهران

### ورزش
- سارا خوش‌جمال فکری، تکواندوکار ایرانی
- سارا هیوز، پاتیناژباز شهیر آمریکایی